# Gerald Klug
Gerald Klug, né le 13 novembre 1968 à Graz, est un homme d'État autrichien membre du Parti social-démocrate d'Autriche (SPÖ).
Il est ministre fédéral de la Défense nationale et des Sports entre le 11 mars 2013 et le 26 janvier 2016. Ce jour, il devient ministre fédéral des Transports, de l'Innovation et de la Technologie.